# ジョン・ガードナー (作曲家)
ジョン・ガードナー（John Gardner, 1917年3月2日 - 2011年12月12日）は、イギリスの作曲家。
マンチェスター出身。ウェリントン大学とオックスフォード大学エクセター・カレッジで教育を受ける。オックスフォードではテオドール・アドルノと親しく、ピアノ・デュオを行う仲であった。オックスフォード大学出版会のヒューバート・フォスからアーサー・ベンジャミンを紹介され、1935年に「オーボエと弦楽四重奏のための狂詩曲」を作曲して彼に献呈し、翌年に初演された。1938年に作曲した弦楽四重奏曲第1番は翌年にパリで放送された。その後ラプトン校の音楽教師となったが、1940年に軍楽隊長として勤務し、軍務の間に交響曲第1番の構想を練るようになった。
ガードナーは終戦を新しい出発点とみなし、再び作品番号を1からつけ始めるようになった。ロイヤル・オペラ・ハウスにコーチとして勤務するが、交響曲第1番がジョン・バルビローリに見出されたことにより、作曲家として活動するようになり、オペラハウスを辞職した。1951年以降、「カール・ニールセンのワルツの主題による変奏曲」、バレエ「反射」などを作曲し、1957年にはオペラ「月と六ペンス」、ピアノ協奏曲第1番、「7つの歌」の3曲を作曲している。1956年、王立音楽アカデミーに招かれ、以後20年間教壇に立った。その後、セントポール女学校の非常勤講師やモーリー大学の音楽部長などを務めた。
作品には3曲の交響曲、3曲のオペラ、トランペット協奏曲・フルート協奏曲・オーボエ協奏曲・リコーダー協奏曲、ファゴット協奏曲、「白い馬のバラード」などのカンタータ、多数の合唱曲・室内楽曲・吹奏楽曲などがある。